# Psidium acutangulum
Psidium acutangulum är en myrtenväxtart som beskrevs av Carl Friedrich Philipp von Martius och Dc.. Psidium acutangulum ingår i släktet Psidium och familjen myrtenväxter. Inga underarter finns listade i Catalogue of Life.